# Slapping Pythagoras
Slapping Pythagoras je studiové album amerického hudebníka Tonyho Conrada. Vydala jej v roce 1995 společnost Table of the Elements. Album produkoval Jim O'Rourke, který na něm rovněž hrál, a o nahrávání se staral Steve Albini. Dále se na albu podílelo několik dalších hudebníků. Autorem poznámek v bookletu alba je sám Tony Conrad. Nahrávka obsahuje pouze dvě dlouhé skladby, jejichž autorem je též Conrad sám.

## Seznam skladeb
Autorem všech skladeb je Tony Conrad.
1. „Pythagoras, Refusing to Cross the Bean Field at His Back, Is Dispatched by the Democrats“ – 24:44
2. „The Heterophony of the Avenging Democrats, Outside, Cheers the Incineration of the Pythagorean Elite, Whose Shrill Harmonic Agonies Merge and Shimmer Inside Their Torched Meeting House“ – 18:07

## Obsazení
- Tony Conrad – housle, baskytara
- Jim O'Rourke – housle, kytara, akordeon
- Gene Coleman – basklarinet
- Alex Gelencser – housle, violoncello
- Dylan Posa – kytara
- John Corbett – kytara
- Kevin Drum – kytara
- Thymme Jones – kytara
- David Grubbs – kytara
- Terry Kapsalis – housle